# Thonon-les-Bains
Thonon-les-Bains és un municipi francès situat al departament de l'Alta Savoia i a la regió d'Alvèrnia-Roine-Alps.